# Dragojevići
Dragojevići är ett samhälle i Bosnien och Hercegovina.   Det ligger i entiteten Republika Srpska, i den sydöstra delen av landet, 50 km sydost om huvudstaden Sarajevo. Dragojevići ligger 655 meter över havet och antalet invånare är 140.
Terrängen runt Dragojevići är kuperad.Närmaste större samhälle är Foča, 3,8 km sydväst om Dragojevići. 
I omgivningarna runt Dragojevići växer i huvudsak blandskog. Runt Dragojevići är det ganska tätbefolkat, med 67 invånare per kvadratkilometer.